# Przełęcz Śleszowicka
Przełęcz Śleszowicka (424 m) – przełęcz w Beskidzie Małym, pomiędzy szczytami Patrii zwanej też Jedlicznikiem (543 m) i Tarnawskiej Góry (502 m). Przez przełęcz przebiega droga z Krzeszowa przez Tarnawę Górną do Mucharza (dojazd do DK28).
Na przełęczy znajdują się dwie kapliczki: murowana z 1847 roku z figurą Matki Bożej Niepokalanie Poczętej, oraz słup z ciepiącym Chrystusem w koronie cierniowej. Obie legenda wiąże z nieszczęśliwą miłością Andrzeja Kłosowskiego – syna tutejszego dziedzica oraz wiejskiej dziewczyny o imieniu Tekla. Nie mogąc uzyskać od rodziców zgody na małżeństwo, młody szlachcic miał najpierw zastrzelić dziewczynę, a potem popełnić samobójstwo. Do tragedii nawiązują napisy: „Tekla i Andrzej proszą o Zdrowaś Maryja!” (kapliczka) oraz „Prosimy dla Tekli o Pozdrowienie Anielskie” (słup)
Przełęcz Śleszowicka znajduje się w granicach wsi Śleszowice w województwie małopolskim, w powiecie suskim, w gminie Zembrzyce.